# Ouranosaurus
Ouranosaurus là một chi khủng long, được Taquet mô tả khoa học năm 1976.